# Georgsberg
Georgsberg är en tidigare kommun i Österrike. Den ligger i kommunen Stainz i förbundslandet Steiermark. Kommunen blev en del av Stainz i samband med kommunreformen i Steiermark 1 januari 2015.
Kommunen bestod av sex orter (Ortschaften) (inom parentes invånarantal 1 januari 2024):
- Ettendorf bei Stainz (317)
- Pichling bei Stainz (888)
- Rossegg (385)